# Kuhkopf
Kuhkopf är en bergstopp i Österrike.   Den ligger i distriktet Schwaz och förbundslandet Tyrolen, i den västra delen av landet, 400 km väster om huvudstaden Wien. Toppen på Kuhkopf är 2 399 meter över havet, eller 185 meter över den omgivande terrängen. Bredden vid basen är 0,63 km.
Terrängen runt Kuhkopf är huvudsakligen bergig. Runt Kuhkopf är det ganska tätbefolkat, med 58 invånare per kvadratkilometer.. Närmaste större samhälle är Innsbruck, 19,8 km söder om Kuhkopf. 
Trakten runt Kuhkopf består i huvudsak av gräsmarker.